# Philips Odyssey 2100
Odyssey 2100, presentata nel 1978 e prodotta da Philips, era una console per videogiochi da collegare direttamente al televisore casalingo. Uscita in Italia nel 1979, è stata una delle prime apparecchiature videoludiche a colori per il mercato italiano.
Questo modello rappresenta il diretto aggiornamento, sia in termini di potenza di gioco che di design, dell'Odyssey 2001, morfologicamente identico ma caratterizzato dalla predominanza del colore bianco.

## Storia
L'Odyssey 2100 rappresenta uno dei gradini (l'ultimo, in senso strettamente commerciale) dell'evoluzione tecnologica e commerciale della console Magnavox Odyssey, originariamente introdotta sul mercato USA nel 1972 e considerata la progenitrice del moderno videogioco domestico. Dall'uscita di quella prima versione, il progetto ha subìto aggiornamenti continui atti a fornire agli acquirenti maggiore capacità di calcolo e articolazioni di gioco, incrementando contemporaneamente la definizione grafica e la ricerca estetica sul case.
Dal punto di vista commerciale e tecnologico, quindi, la serie Odyssey rappresenta, con 8 versioni commercializzate tra il 1972 e il 1977 negli Stati Uniti (a marchio Magnavox) e 3 tra il 1976 e il 1978 in Europa a marchio Philips (nuovo proprietario del brand Magnavox), una vera e propria dinastia di console per videogiochi.
In questa "catena evolutiva" Odyssey 2100 si pone come l'ultima console simil-Pong commercializzata, dal momento che l'ulteriore aggiornamento statunitense, l'Odyssey 5000, rimarrà solo un prototipo. La successiva console prodotta appartiene alla generazione successiva (avrà una CPU centrale) e si chiama Philips Videopac G7000 sul mercato europeo e Magnavox Odyssey² in quello statunitense.

## Caratteristiche hardware
Esteriormente la console si presentava elegante (per gli standard dell'epoca), piatta e slanciata, con un case in plastica di colore marrone sormontato da una fascia adesiva metallica in alluminio decorata da linee, una blu e una verde, dal marchio Philips (nella veste grafica in uso negli anni settanta) e dalla denominazione Odyssey 2100, la cui essenza ipertecnologica era espressa attraverso l'utilizzo di font futuristici, mutuati dalla grafica dei film di fantascienza di allora e sinonimo della presenza di una sorta di calcolatore elettronico all'interno. Dal punto di vista dei comandi, la paddle di sinistra - caratterizzato dal colore blu - veniva utilizzato nel gioco in solitaria e presentava un pulsante per selezionare il tipo di gioco; la paddle di destra - verde - era il comando destinato all'eventuale secondo giocatore e conteneva il tasto di reset della partita e di riduzione progressiva della dimensione dei cursori per aumentare la difficoltà di gioco. Sul retro era presente il cavo di collegamento RF (UHF) al televisore e lo spinotto di alimentazione (con trasformatore a 9V DC).
Internamente la scheda madre, piccolissima e leggera a dispetto delle generose dimensioni esterne dell'apparecchio (allo smontaggio del coperchio la console appariva infatti praticamente vuota), montava il chip National Semiconductor MM-57186-N, che permetteva all'utente di poter selezionare sino a 23 giochi a colori e di ascoltare il suono (limitato ad un semplice beep) direttamente dall'altoparlante del televisore. Il segnapunti era elettronico e visualizzato a monitor.

## Giochi disponibili
- Una sorta di Breakout (7 varianti per numero di giocatori, disposizione degli elementi e morfologia dell'area di gioco)
- Flipper (7 varianti)
- Tennis (2 varianti)
- Pallamano (2 varianti)
- Hockey su ghiaccio (2 varianti)
- Calcio (3 varianti)